# Радимиля
Радимиля (на босненски: Radimlja) е некропол в Босна и Херцеговина. Комплексът е разположен в землището на село Ошаничи на три километра западно от град Столац на пътя Чаплина – Столац. При строежа на самия път през 1882 г. по време на австро-унгарския период са били разрушени поне двадесетина надгробни камъни, тъй като пътят е прокаран през самия некропол. Днес са останали 133 стечки от 15 и 16 век с изображения на човешки и животински фигури, Слънцето, Луната, и с надписи в памет на починалите. Стечките са изработени от варовик от хълма над Ошаничи, а след това са свалени долу в самия некропол и допълнително дообработени и украсени.
Сред погребаните тук е великият войвода Влатко Вукович Косача, военачалник на крал Твръдко I, предвождал част от съюзните християнски войски в битката на Косово поле. На неговата стечка е изписано: „Ase leži dobri junak i čovjek Vlatko Vuković“.